# Vinícius Damir
Vinícius Damir Pereira da Silva, mais conhecido como Guri, (São João de Meriti, 10 de fevereiro de 1996) é um jogador de damas brasileiras, Pentacampeão Brasileiro. É reconhecido como um dos melhores jogadores de damas da atualidade. Possui diversos títulos, entre eles: Vice-Campeão Mundial em 2018, vice-campeão Mundial 2019, Campeão Brasileiro de Damas em 2014, 2023, 2024(LBD), 2024 (CBD), 2025. Vinícius lidera desde 2015 o ranking nacional de jogadores de Damas no país. É reconhecido como um dos melhores jogadores da atualidade, possuindo diversos títulos.                                                                                                                       

## História

### Início
Começou a jogar damas aos 15 anos de idade, no início de 2011, com seu avô. Vinícius ficou frustrado após perder diversas vezes e resolveu pesquisar técnicas de jogo na internet. Encontrou alguns sites com ensinamentos sobre o jogo. 
Iniciou os estudos da teoria do jogo e diversas técnicas que poderiam ser utilizadas durante uma partida. Em 2012 começou a participar de competições, a primeira foi um circuito no RJ e foi campeão da Série C do Estado. Continuou a praticar por horas pela internet e a jogar o máximo de competições que ocorriam no Estado do Rio de Janeiro buscando elevar seu nível.

### Jogos Regionais
Com algumas vitórias importantes e ampliando sua reputação, afinal era um jovem extremamente habilidoso com o jogo de damas, Vinícius foi convidado por um Mestre do Estado de São Paulo para jogar os Jogos Regionais do Estado de São Paulo por equipes.  Realizou o seu primeiro contrato com o município de Campo Limpo Paulista, trazendo a vitória nos Jogos Regionais em 2012.

No ano de 2013 foi contratado pelo município de Mogi das Cruzes e conseguiu ajudar a cidade a vencer os Jogos Regionais e posteriormente os Jogos Abertos do Estado de São Paulo. Conseguiu obter no mesmo ano o maior ranking do Estado do Rio de Janeiro.

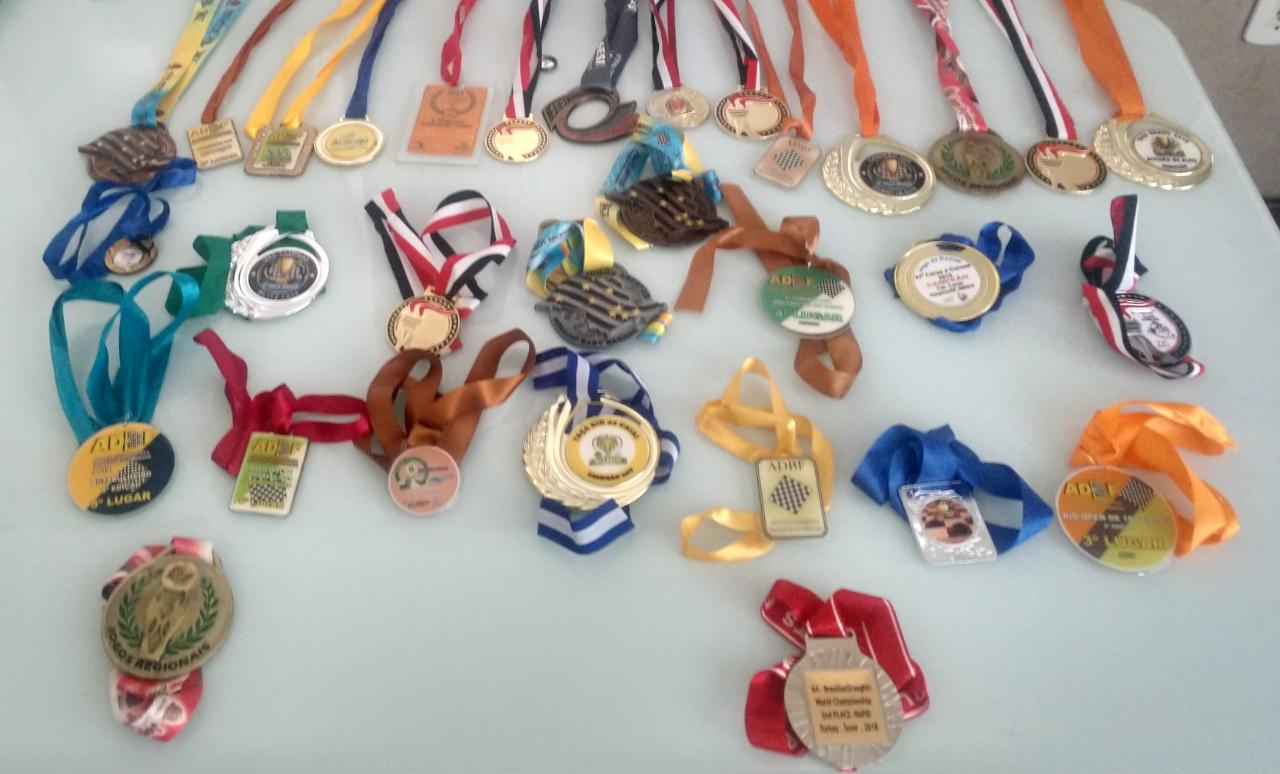
Diversas medalhas conquistadas

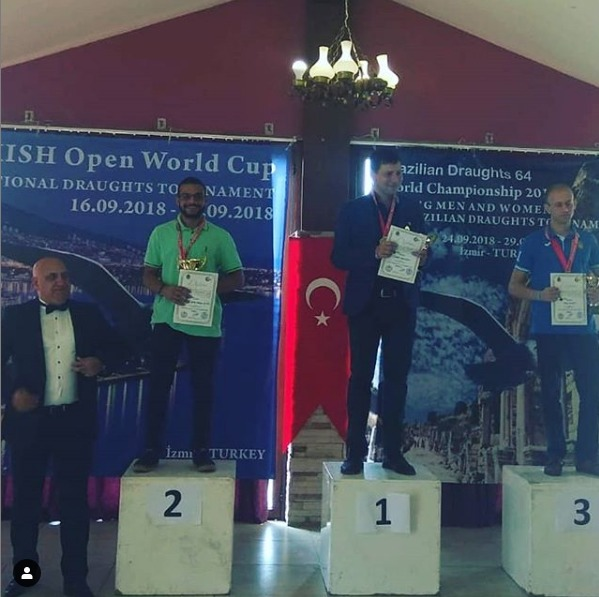
Premiação na Turquia

Em 2014 foi contratado pelo município de São José dos Campos/SP para estar participando dos Jogos Regionais e Abertos. Com apenas 18 anos tornou-se Campeão Brasileiro de Damas (terceiro mais novo a conquistar o título). Além de continuar conquistando diversos títulos, em 2015 venceu o Carioca e começou a liderar o ranking nacional, posição que mantém até os dias de hoje. São 4 anos aproximadamente no topo.
No fim de 2016, encerrou o contrato com a cidade de São José dos Campos e teve que dar uma pausa na carreira damística, devido a problemas de saúde.  

### Retorno
Retornou em meados de 2017 para participar do Campeonato Carioca e conseguiu o título mais uma vez. Um ano afastado não impediu sua participação no Campeonato Brasileiro de 2017 e conseguiu o quarto lugar.
Em 2018 ganhou a Taça Brasil, competição com nível igual de um Campeonato Brasileiro, assim conseguiu vaga para participar do Campeonato Mundial 2018 na Turquia. Participando de alguns torneios em solo estrangeiro, Vinícius conseguiu o Vice-Campeonato Mundial no Tempo rápido e conseguiu a sexta colocação no tempo super-rápido (blitz).
Em 2019, conquistou novamente a Taça Brasil e o Vice-Campeonato Mundial nas categorias Rapid, Blitz e Classic.                                                                                                                                                                                                                                                                                                                                                                                                                                                                                                                                                                                                                                                                                                                                                                                                                                                                                                
Em 2021, Vinícius Damir teve um ano incrível obtendo 6 títulos em 6 torneios disputados.                                                                                                                                                                                                                                                                                                                                                                                                                                                                                                                                                                                                                                                                                                                                                                                                                                                                                                                                                                                                                                                                                                                                                                                                                                                                                                                                                                                                                                                                                                                                                                                                                                                                                                                                                                                                

## Títulos

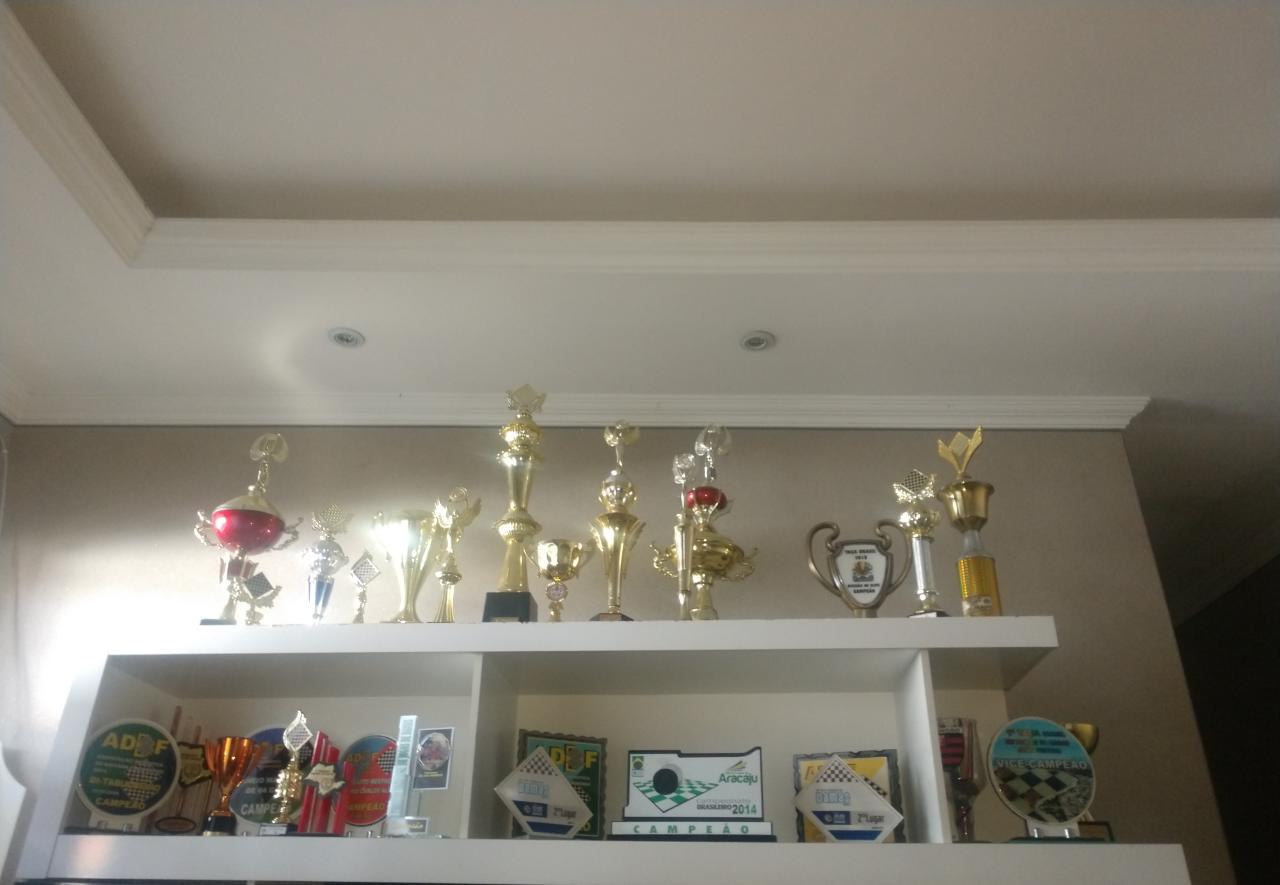
Alguns Troféus Conquistados

### Prêmios Individuais
- Vice-Campeão Mundial Sub-23 (Blitz e Classic): 2019
- Vice-Campeão Mundial Sub-23 (Rapid): 2019
- Vice-Campeão Mundial (Rapid): 2018
- [3]7° Colocado Mundial 2024 (Moscow)
- Campeão Brasileiro: 2014[1][2], 2022, 2023, 2024, 2025.
  - Vice: 2015
- Taça Brasil: 2018 e 2019
  - Vice: 2016
  - Vice (Blitz): 2019
- Open da Amizade (PA) 2021
- Circuito Asa Branca/PE: 2014
- 1º e 2º Torneio de Damas Cidade Maravilhosa/RJ: 2020
- Magistral Carioca/RJ: 2015
  - Vice: 2016
- Taça Rio: 2017
- Circuito Bi-Tabuleiro/RJ – 2º, 4º e 5º edições: 2013
  - Vice: 2012
- Torneio Carlos Grimberg/MG: 2013, 2014, 2015, 2016, 2019, 2021, 2022, 2023 e 2024
- Torneio Caras e Coroas de Campinas/SP: 2015
- Circuito Antônio Carlos Alves/RJ: 2015
- Campineiro: 2014[4]
- Sub-21 Magistral Paulista/SP: 2013
- Sub-21 Circuito Nacional de Osasco/SP: 2014
- Sub-21 Brasileiro: 2014
  - Vice Circuito Interno/SP: 2018
  - Vice Circuito Nacional de Suzano/SP: 2013 [5]
  - Vice Sub-21 Copa Joseense/SP: 2013
  - Vice Copa Joseense/SP: 2013
  - Vice Circuito de Itatiba/SP: 2013

### Títulos Coletivos

#### Campo Limpo Paulista
- Jogos Regionais do Estado de SP: 2012

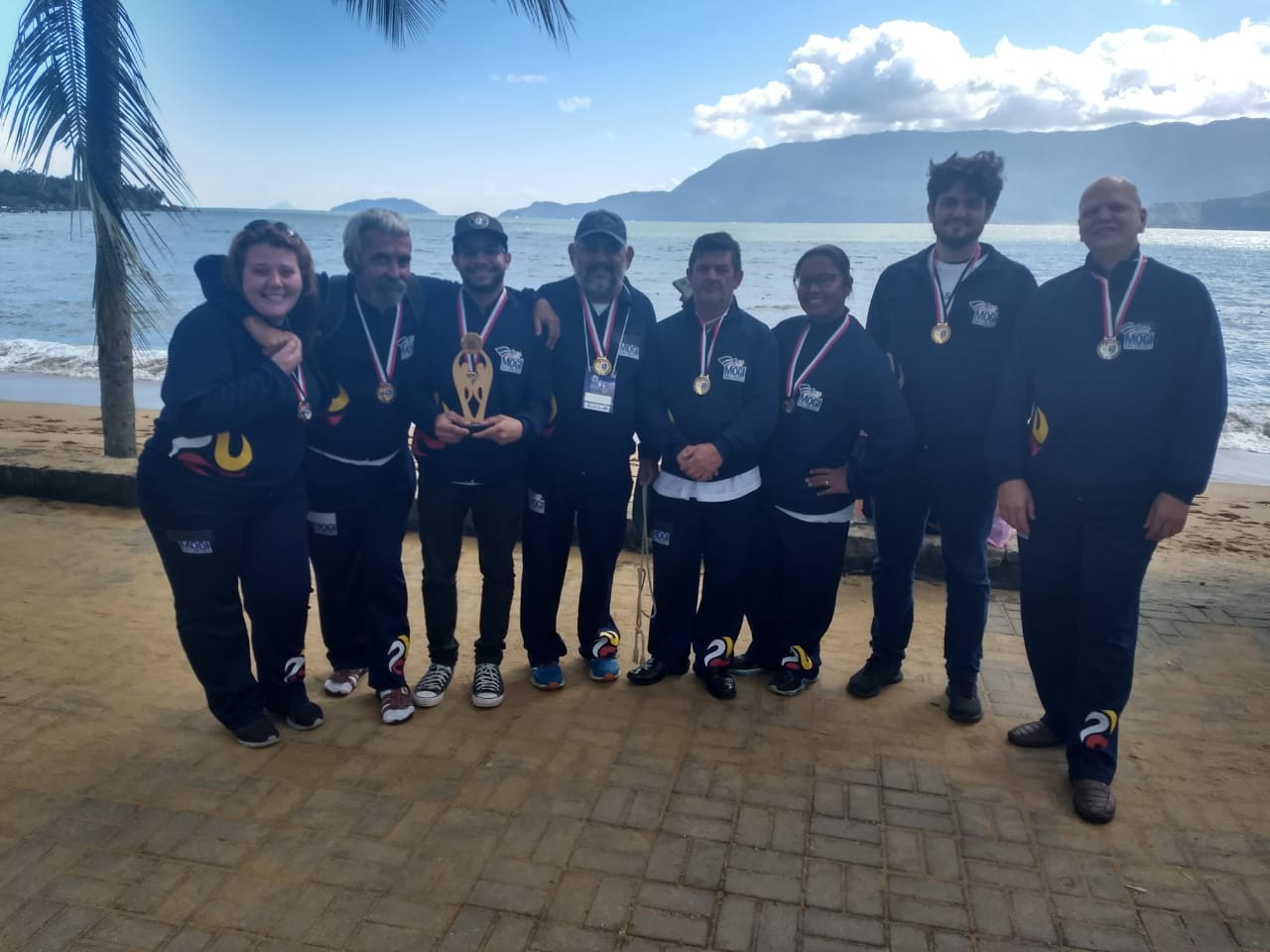
Após vencerem a competição dos Jogos Regionais em 2019

#### Mogi das Cruzes
- Jogos Regionais do Estado de SP: 2013, 2019
- Jogos Abertos do Estado de SP: 2013

#### São José dos Campos
- Jogos Regionais do Estado de SP: 2014, 2015, 2016
- Jogos Abertos da Juventude do Estado de SP: 2014
  - Vice: 2015[6]

Santos
Jogos Regionais do Estado de SP: 2023,2024
Jogos Abertos do Estado de SP: Bronze 2023, Vice 2024